# Anacinaces rufiventris
Anacinaces rufiventris là một loài ruồi trong họ Asilidae. Anacinaces rufiventris được Macquart miêu tả năm 1838. Loài này phân bố ở miền Ấn Độ - Mã Lai.